# Аријал (Јужна Каролина)
Аријал (енгл. Arial) насељено је место без административног статуса у америчкој савезној држави Јужна Каролина.

## Демографија
По попису из 2010. године број становника је 2.543, што је 64 (-2,5%) становника мање него 2000. године.
| Група             | 2000.         | 2010.         |
| Белци             | 2.424 (93,0%) | 2.279 (89,6%) |
| Афроамериканци    | 109 (4,2%)    | 88 (3,5%)     |
| Азијати           | 4 (0,2%)      | 5 (0,2%)      |
| Хиспаноамериканци | 49 (1,9%)     | 130 (5,1%)    |
| Укупно            | 2.607         | 2.543         |